# Константин Балтов
Константин Ангелов Балтов е български революционер, четник в Конушката чета, с която участва в провъзгласяването на Съединението на Източна Румелия с Княжество България.
Константин Балтов е роден в село Стрелча и получава образованието си в родното си място и го усъвършенства в градовете Панагюрище и Филибе. По време на участвуването си в Панагюрище, взима участие в подготовката на Априлското въстание. След Освобождението учителства в Станимака от 1884 до 1886 г. и също от 1891 до 1895 г. Габрово (1886 – 1889), Стара Загора (1889 – 1891, 1896 – 1906), село Брезово, Пловдивско, (1895 – 1896), и Пловдив (1906 – 1924). Бил активен деец в движението за съединение – член на тайния революционен комитет в Станимака и организатор на четата в село Катуница.
Като български революционер е знаменосец в Конушката група, действаща на българо-турската граница в защита на Съединението. 